# Köpings kyrka, Öland
Köpings kyrka är en kyrkobyggnad i Växjö stift. Den är församlingskyrka i Köpingsviks församling på Öland.

## Kyrkobyggnaden
Den nuvarande kyrkan är den fjärde i ordningen. Den ursprungliga kyrkan var av trä. Möjligen var det en stavkyrka uppförd under 1000-talet. Den ersattes på 1100-talet av en mycket stor kyrka av kalksten, 42 meter lång. Den bestod av ett långhus med ett smalare kor och absid i öster. Senare under 1100-talet tillkom ett torn i väster och på 1200-talet ett torn i öster. Kyrkan blev därmed en klövsadelkyrka. I söder tillkom ett vapenhus under 1200-talet och på norra sidan en sakristia under 1300-talet. Vid kyrkogårdens sydvästra hörn var en klockstapel belägen.

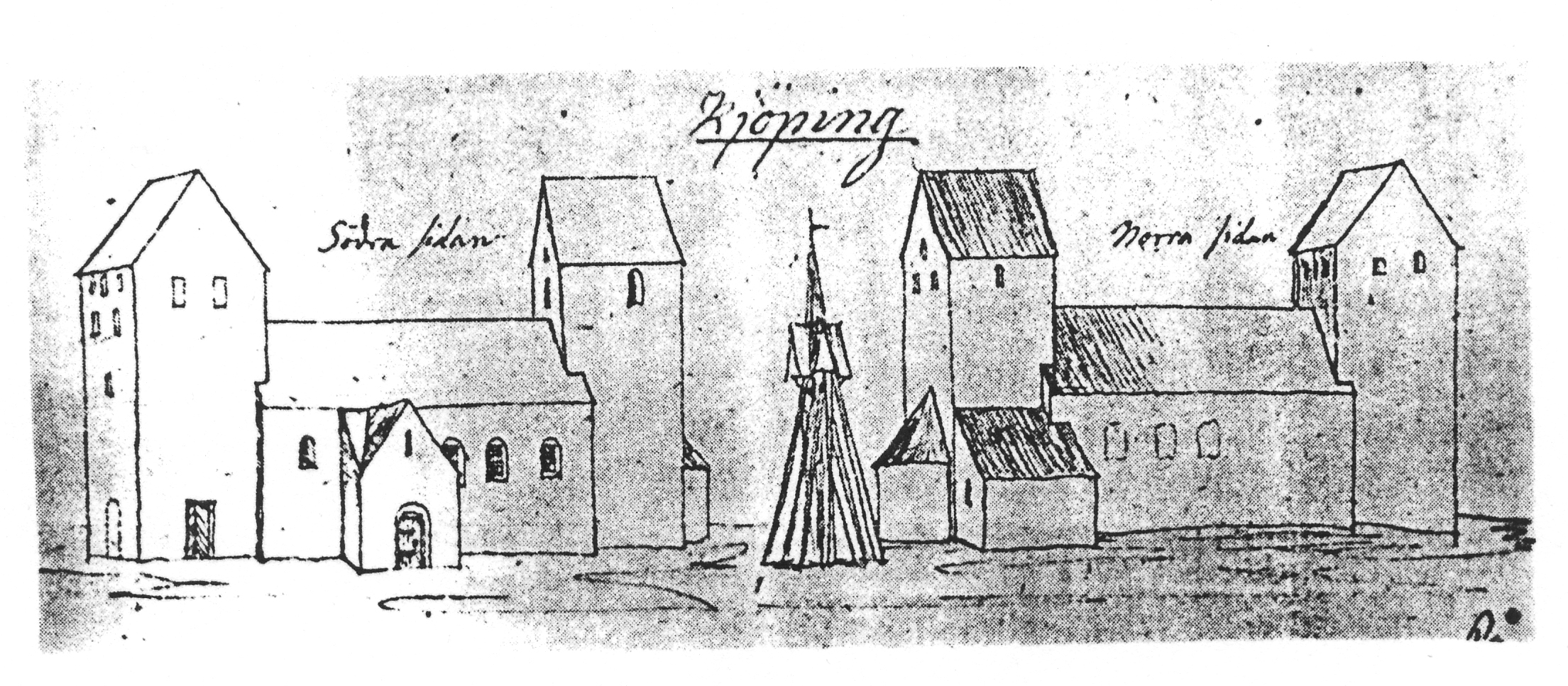
Köpingsviks kyrka 1634

Kyrkans interiör präglades av det treskeppigt välvda kyrkorummet. Koret var tunnvälvt medan absiden var försedd med hjälmvalv. Johannes Haquini Rhezelius som vid sin resa till Öland 1634 tecknade av kyrkorna har gett en god bild av Köpings medeltida kyrkas utseende.
Under 1700-talet togs frågan upp om uppförandet av en helt ny kyrka. Beslutet fattades efter åtskilliga överläggningar att uppföra en kyrkobyggnad efter ritningar utförda 1799 av Jacob Wulff vid Överintendentsämbetet. År 1805 revs den gamla kyrkan. Sten från den rivna kyrkan användes som byggnadsmaterial i den nya. Kyrkan uppfördes 1805–1808 av murarmästare Johan Petersson, Kalmar. Invigningen förrättades 1808 av biskop Magnus Stagnelius. Den nya kyrkobyggnaden bestod av ett rymligt långhus med brutet tak och en sakristia bakom koravslutningen i öster. Västtornet försågs med en åttakantig lanternin för kyrkklockorna. Interiören var av  salkyrkotyp med ett trätunnvalv. Tvärs över kyrkorummet var ankarjärn spända. Så småningom uppvisade murarna sprickbildningar på grund av att sydmuren börjat sjunka. En förstärkning av grunden visade sig i längden omöjlig. Ur tanken att bygga om sydmuren uppstod istället att uppföra en helt ny kyrka. Hösten 1953 revs kyrkan med undantag för tornbyggnaden från 1805.
De ritningar som den nuvarande kyrkan uppfördes efter 1954–1955 utarbetades av Ärland Noreen. Materialet består i huvudsak av röd kalksten, med inslag av grå kalksten. Utmed norra långsidan ligger delar av den medeltida kyrkans nordmur kvar. Alla yttermurarna är oputsade. Kyrkan består av ett långhus och avslutande korvägg i öster. Vid norra sidan är en sakristia belägen och under denna ett bisättningsrum. Tornet i väster bevarades. I lanterninen hänger tre klockor. Storklockan är enligt inskrift från 1622. Mellanklockan tillkom 1969. Lillklockan bär årtalet 1686. Kyrkorummet är indelat i tre skepp genom fem par kolonner av grå, huggen kalksten. Över mittskeppet spänner sig valv gjutet i betong av stjärnvalvskaraktär. Sidoskeppen är täckta av trätak.

## Inventarier[1]
- Altare murat av kalksten med en skiva av grå slipad kalksten.
- Altarring en är tresidigt bruten av kalksten.
- Triumfkrucifixet har en gång haft sin plats i triumfbågen i medeltidskyrkan .Kristusskulpturen är ett Nordtyskt arbete daterat till 1500-talet från Bernt Notkes krets. Korset har tillkommit senare.
- Altartavlan med motivet "Nattvardens instiftelse", är utförd av Sven Gustaf Lindblom. Den är en kopia av en altartavla i Växjö domkyrka målad av Georg Engelhard Schröder.
- En äldre altartavla med Golgatamotiv målad på trä från 1600-taletav Peter Bundi.
- En målning av Ivan Hoflund utförd 1913 är upphängd vid dopfunten. Motivet är hämtat från Matteus evangelium 11:28 >>Kom till mig Ni som arbetar>>.
- Nuvarande dopfunt är huggen av grå öländsk kalksten. I kyrkan finns fragment av tre medeltida dopfuntar.
- Predikstolen är ritad av Ärland Noreen och samtida med kyrkan. Korgen är sexsidig och utförd i ek.
- Bänkinredningen är från kyrkans byggnadstid.
- Orgelläktaren är utförd i ljus ek med utsvängt mittparti.
- Votivskepp. Skeppsmodell byggd någon gång under 1700-talet.

## Orglar

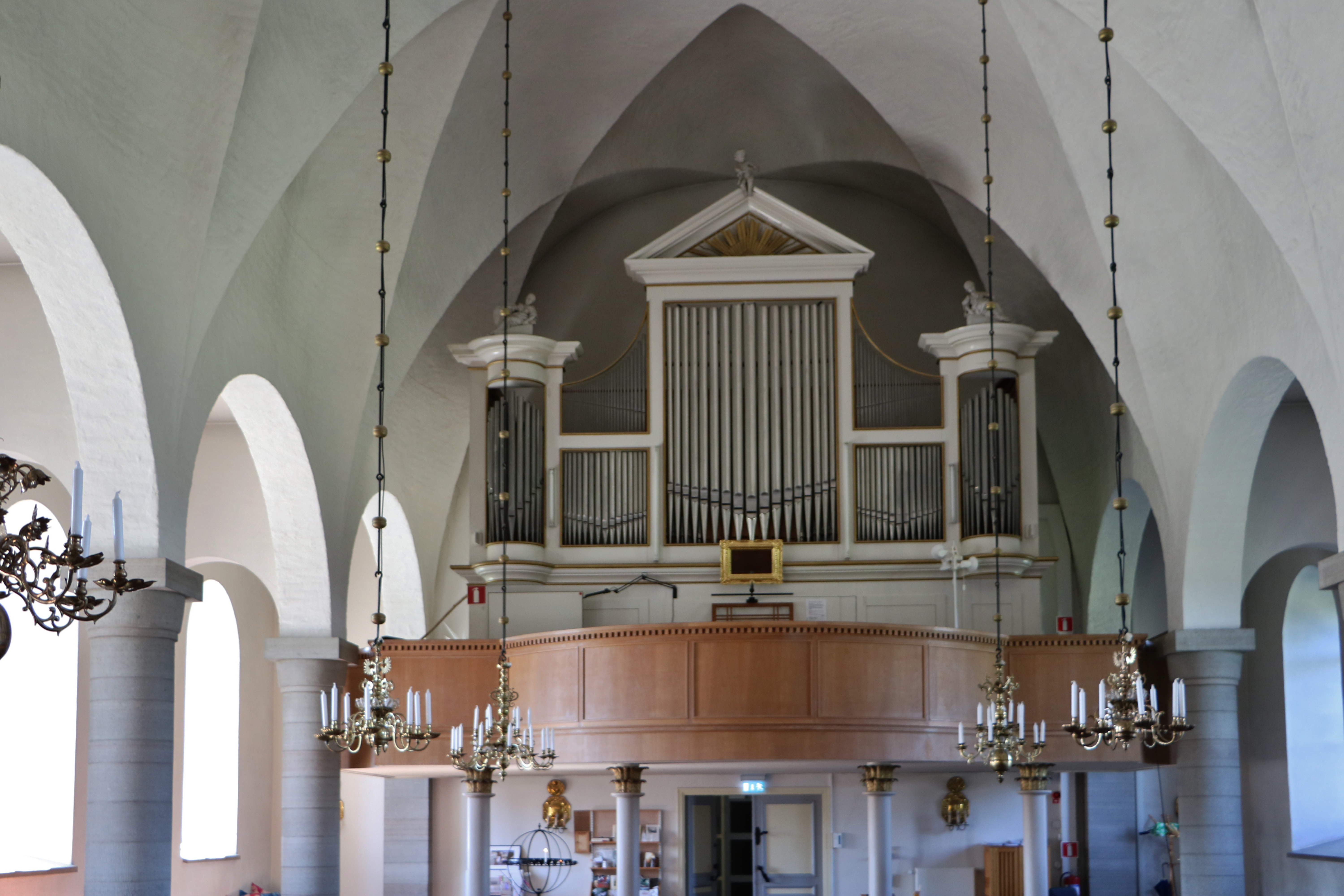
Läktarorgeln med fasad av J. W. Gerss

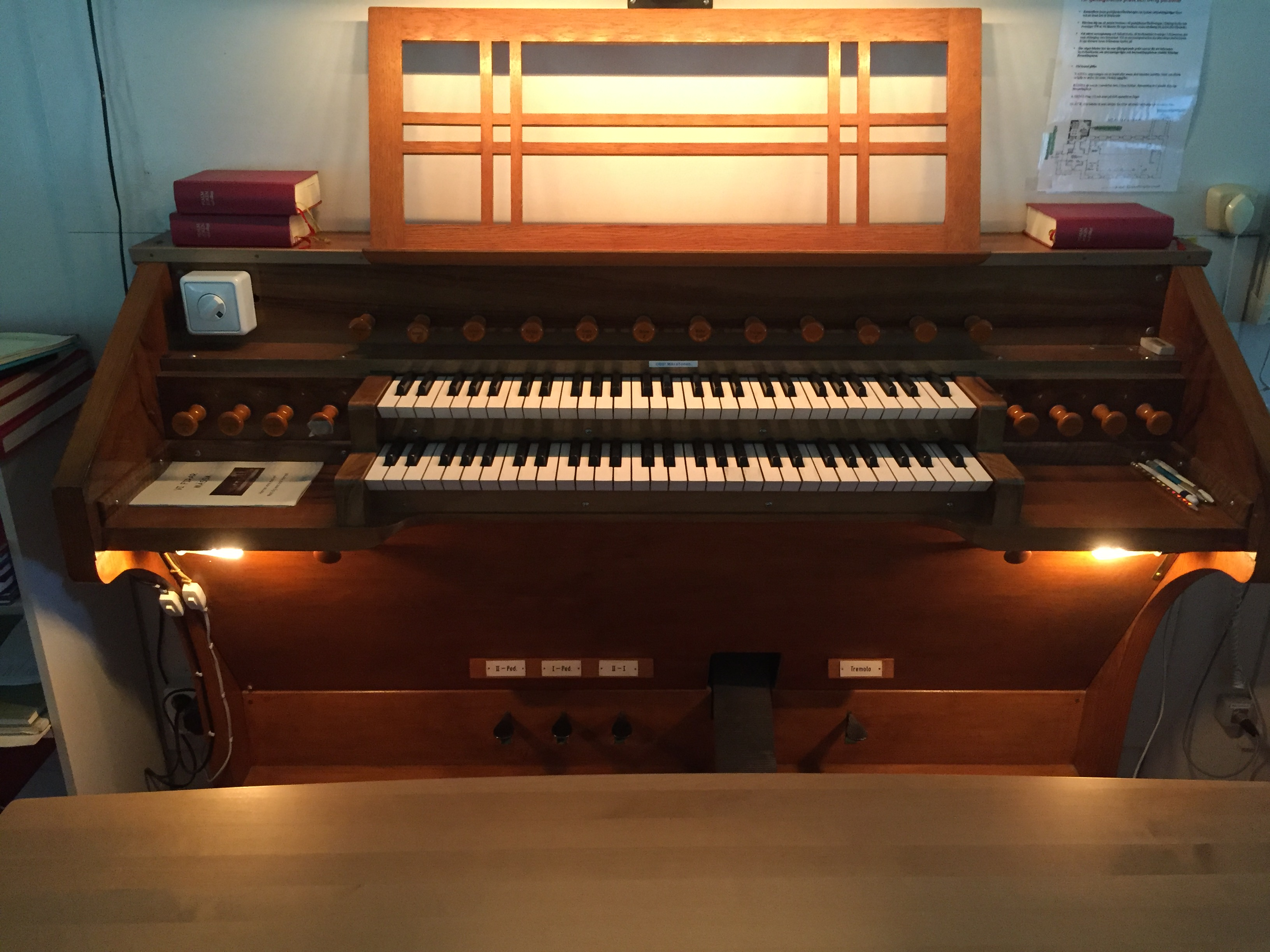
Läktarorgelns spelbord

- 1828 byggde Sven Petter Pettersson, Böda, en orgel till gamla kyrkan med 13 stämmor. Orgelfasaden utfördes av Jacob Wilhelm Gerss, försedd med skulpturer som tidigare ingått i en altaruppsats av Jonas Berggren, 1762.
- 1888 renoverades orgelverket av Carl Johannes Carlsson, Virestad.[4]
- 1958 tillverkade Nordfors & Co ett nytt orgelverk med 20 stämmor fördelade på två manualer och pedal bakom Gerss fasad.

Nuvarande disposition:
| Huvudverk (I) | Svällverk (II) | Pedal        | Koppel |
| Principal 8′  | Rörflöjt 8′    | Subbas 16′   | I/P    |
| Gedackt 8′    | Salicional 8′  | Oktavbas 8′  | II/P   |
| Oktava 4′     | Principal 4′   | Koralbas 4′  | II/I   |
| Rörflöjt 4′   | Gemshorn 4′    | Nachthorn 2′ |        |
| Kvinta 2 ⅔′   | Waldflöjt 2′   |              |        |
| Oktava 2′     | Nasard 1 ⅓′    |              |        |
| Mixtur 5 chor | Scharf 2 chor  |              |        |
| Trumpet 8′    | Krumhorn 8′    |              |        |
|               | Tremulant      |              |        |

- 1989 byggde Ålems Orgelverkstad en kororgel på fyra stämmor.[5]

## Bildgalleri

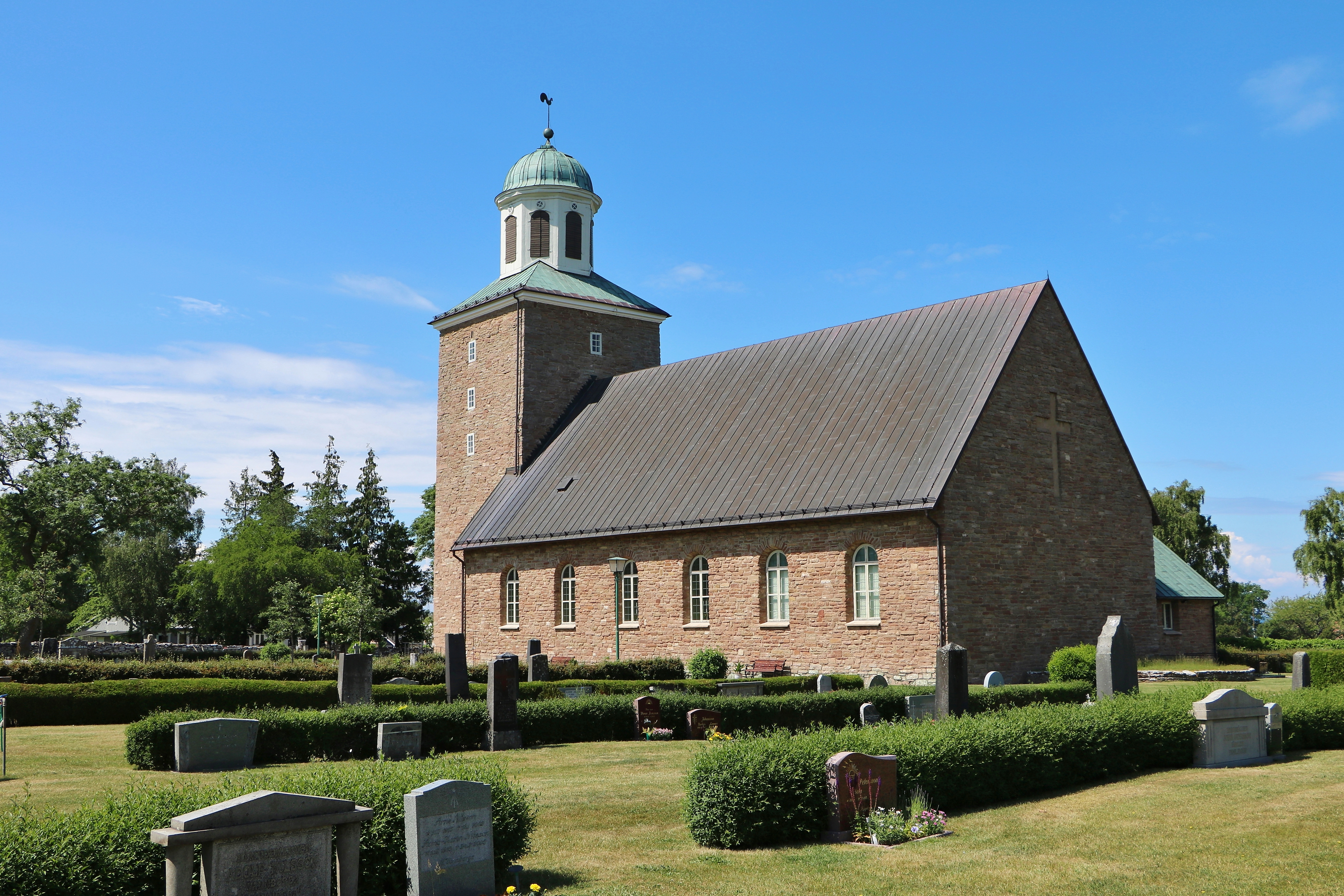
Kyrkan från sydöst
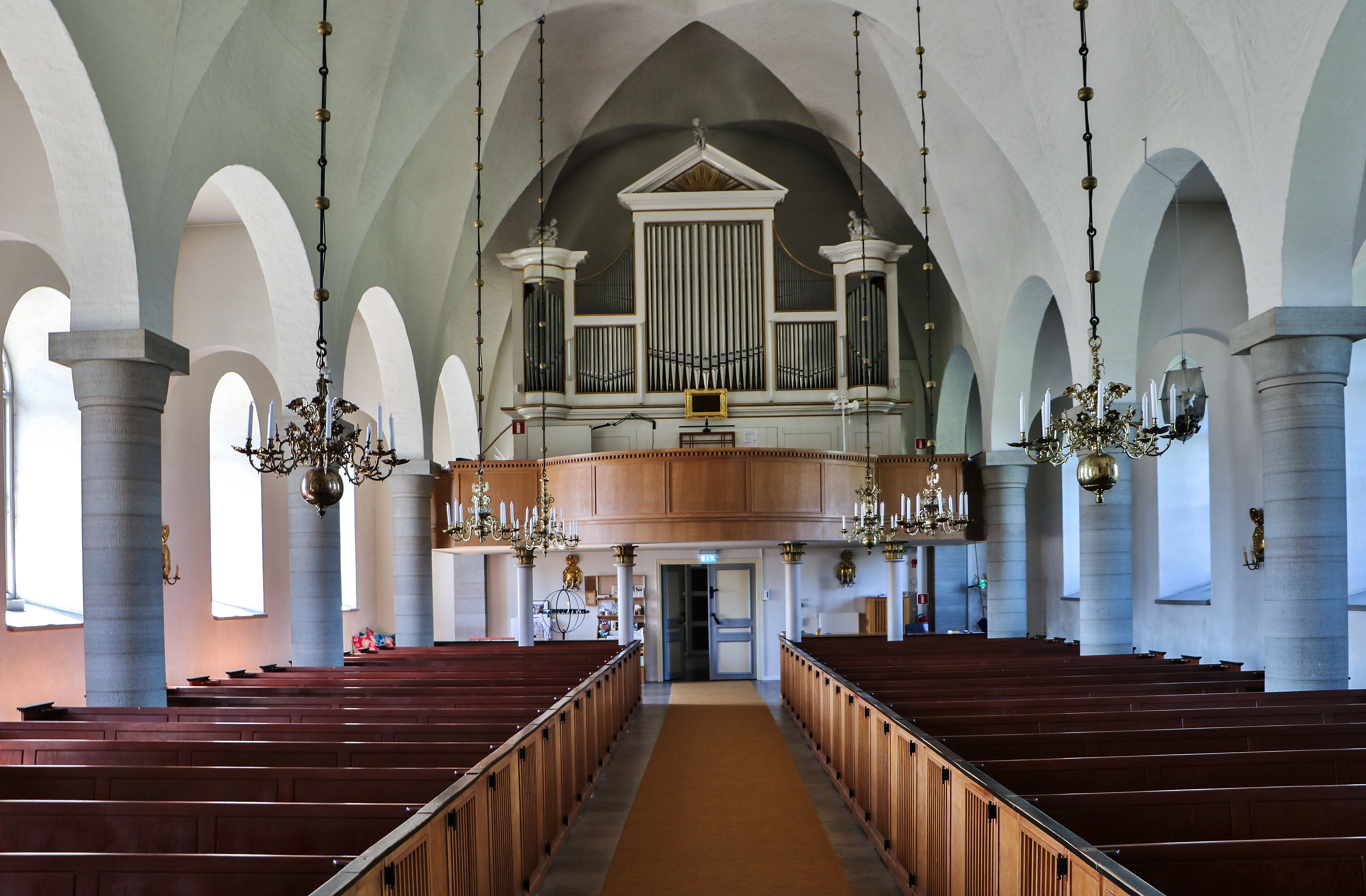
Interiör mot väster
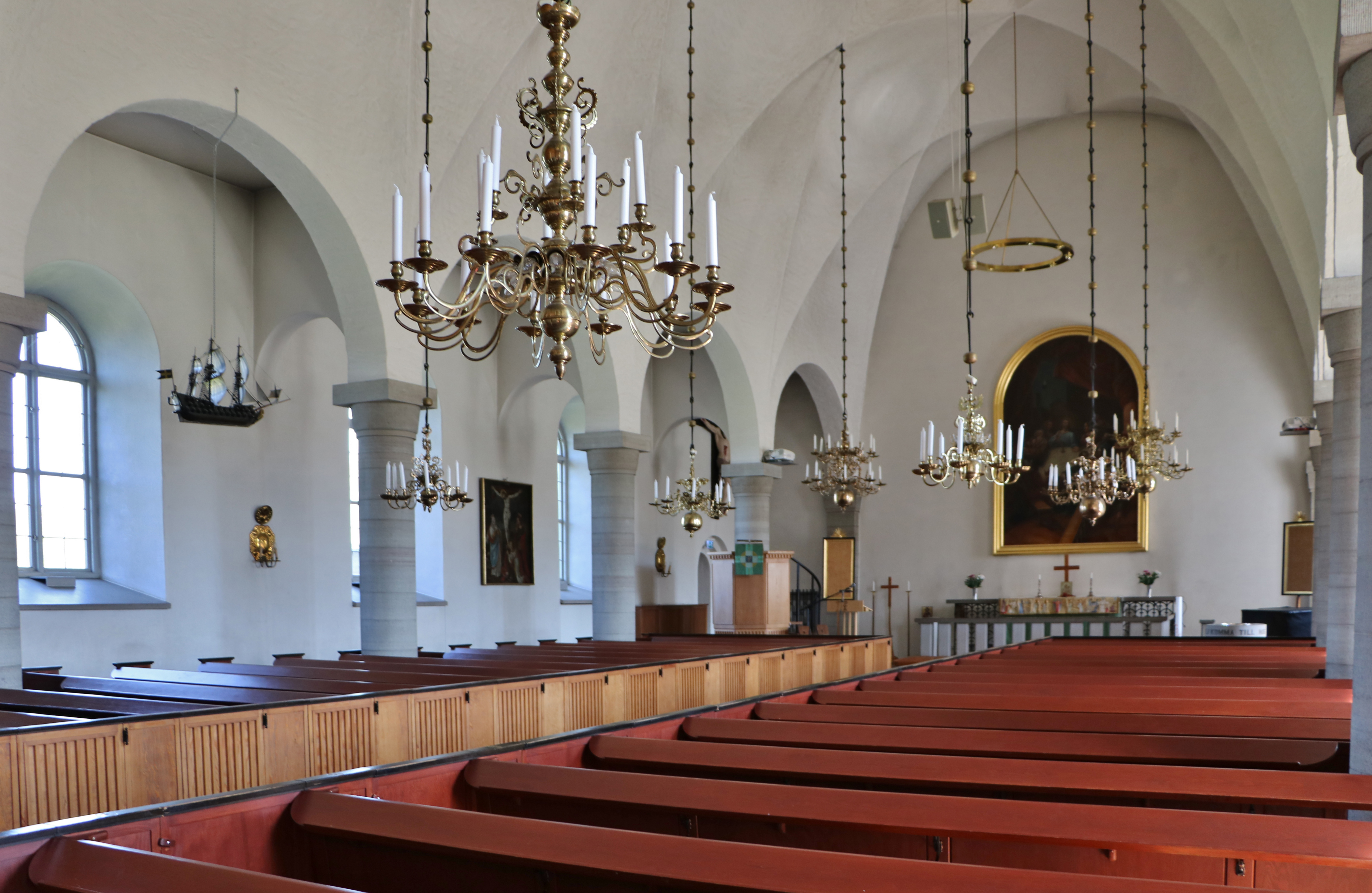
Interiör mot öster
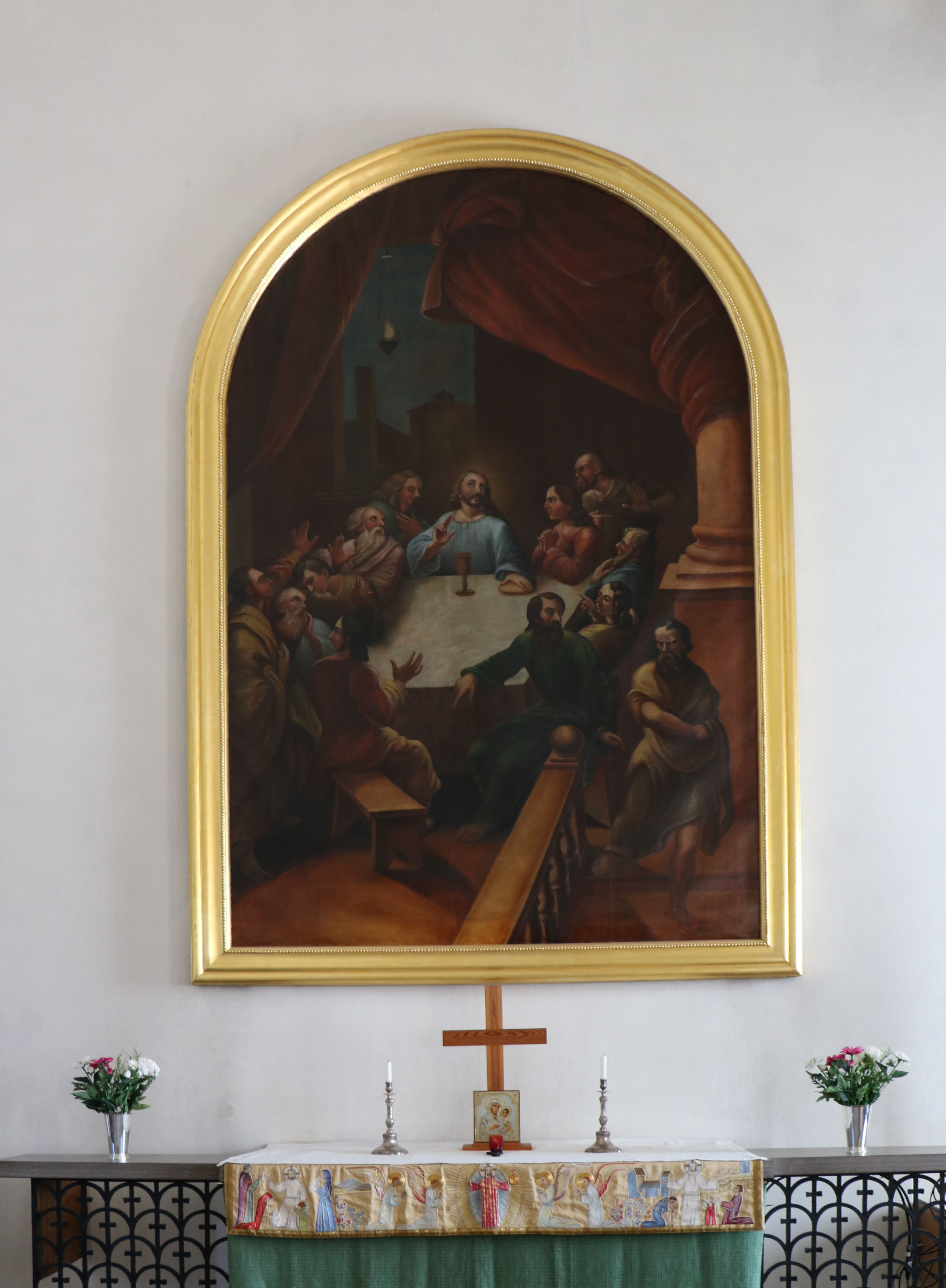
Lindbloms altartavla
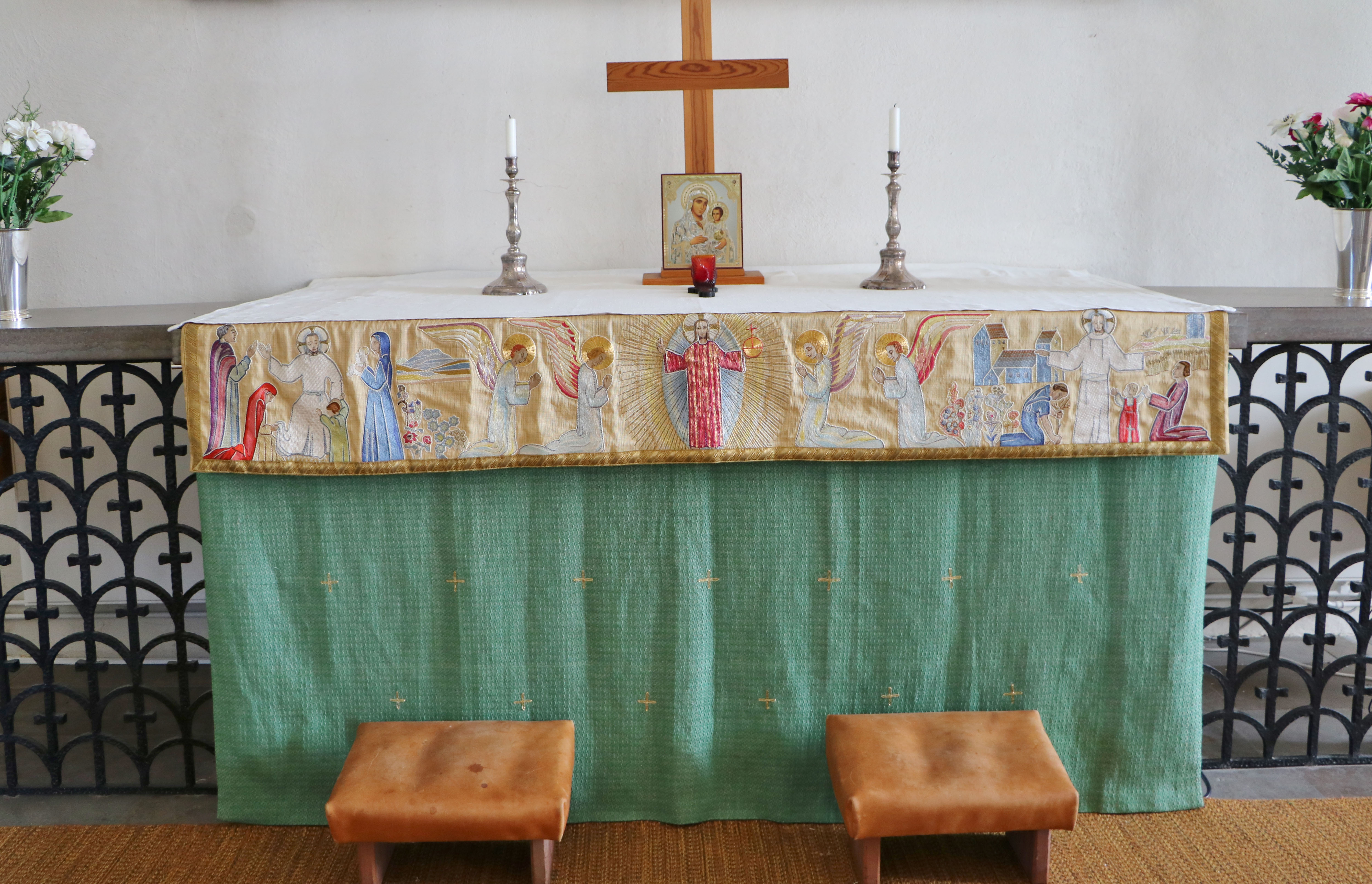
Altaret
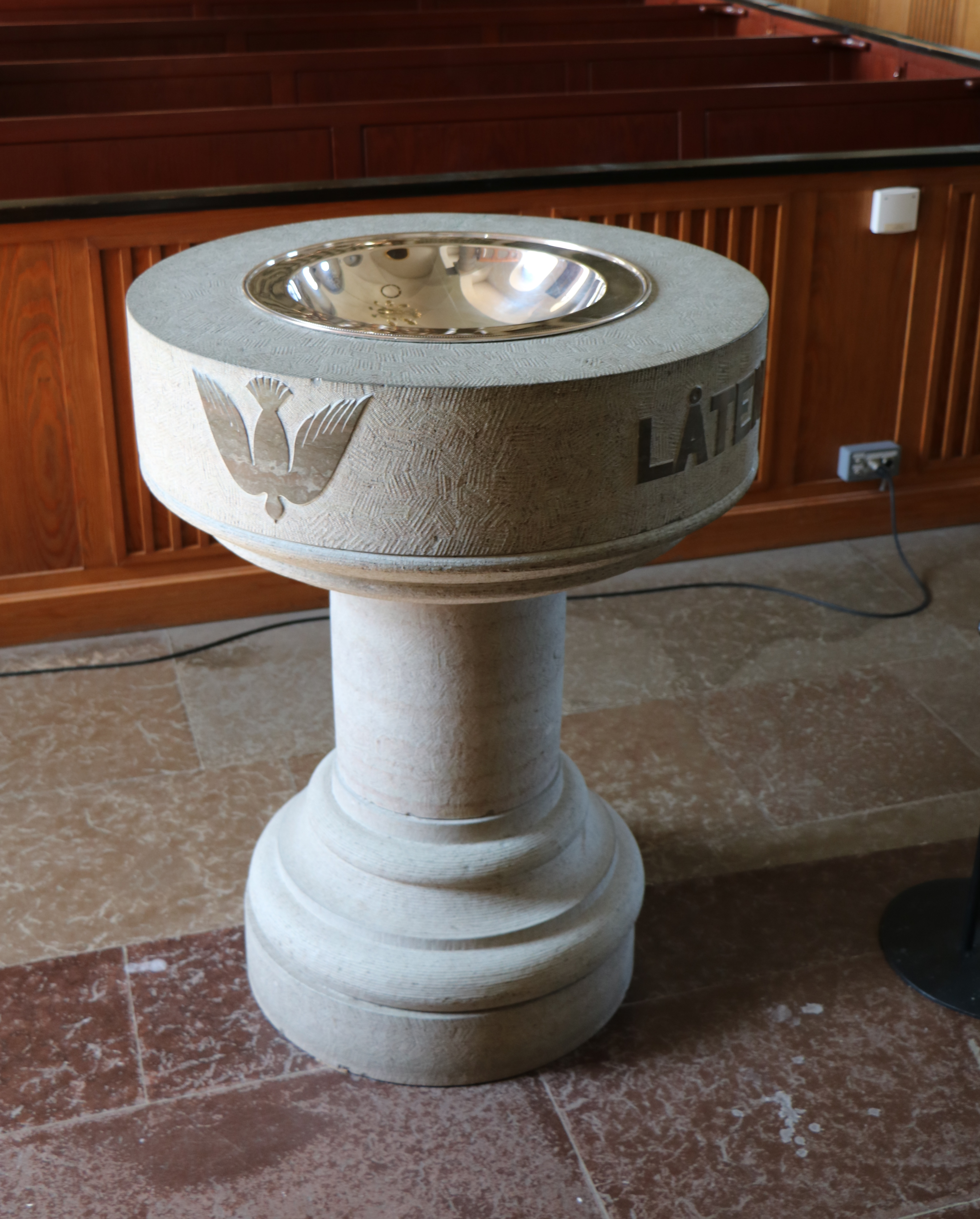
Dopfunten
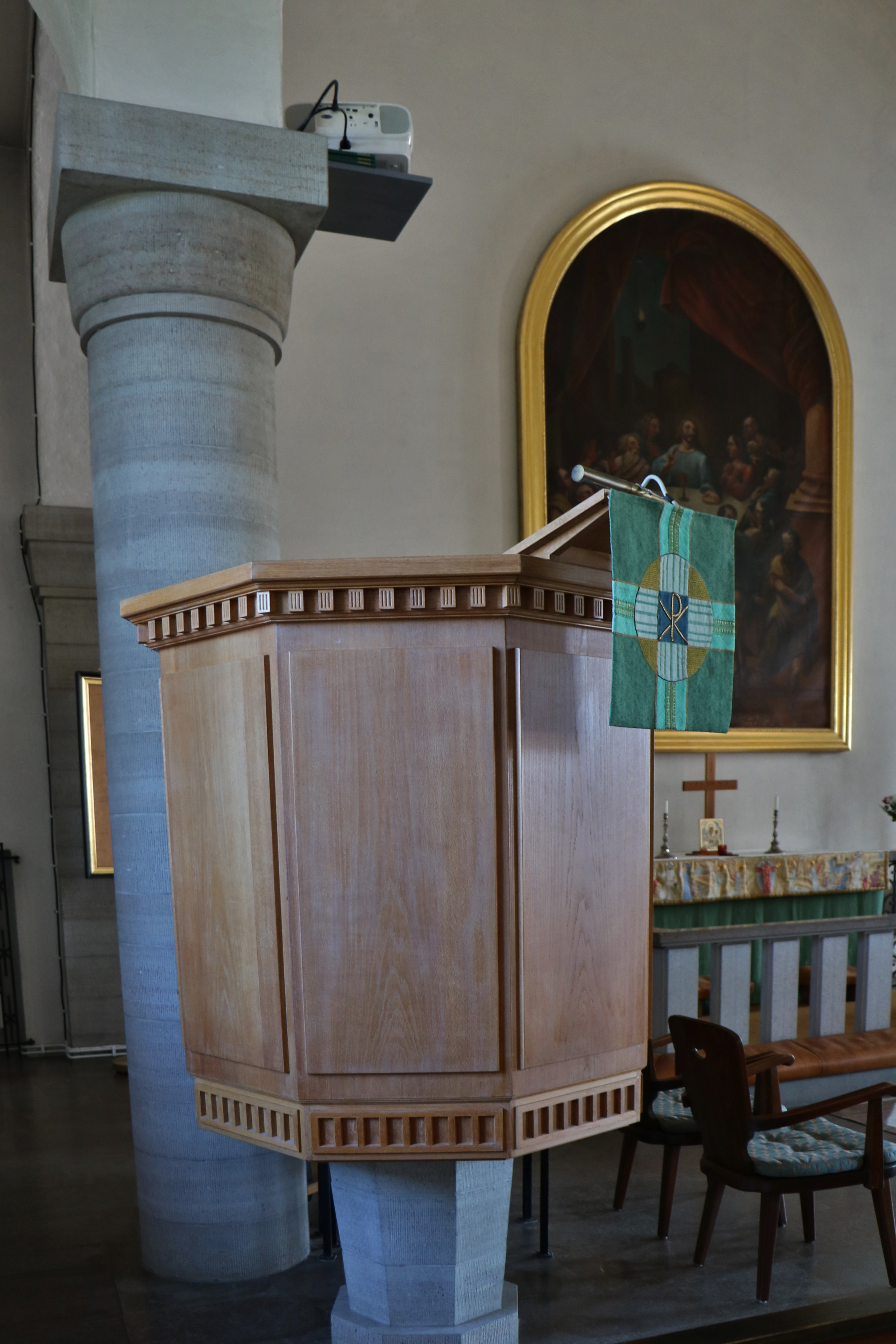
Predikstolen
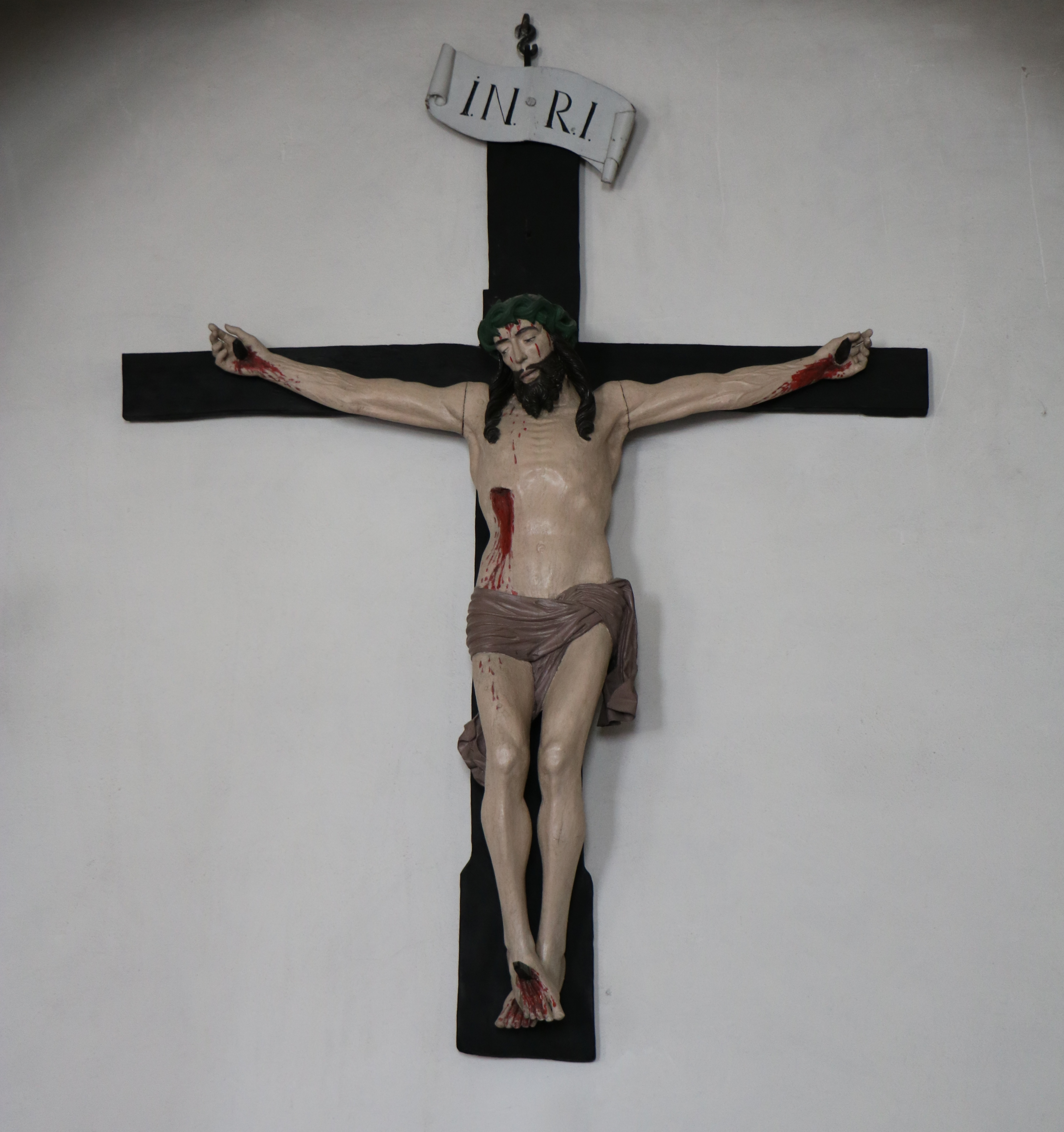
Triumfkrucifix 1500-talet
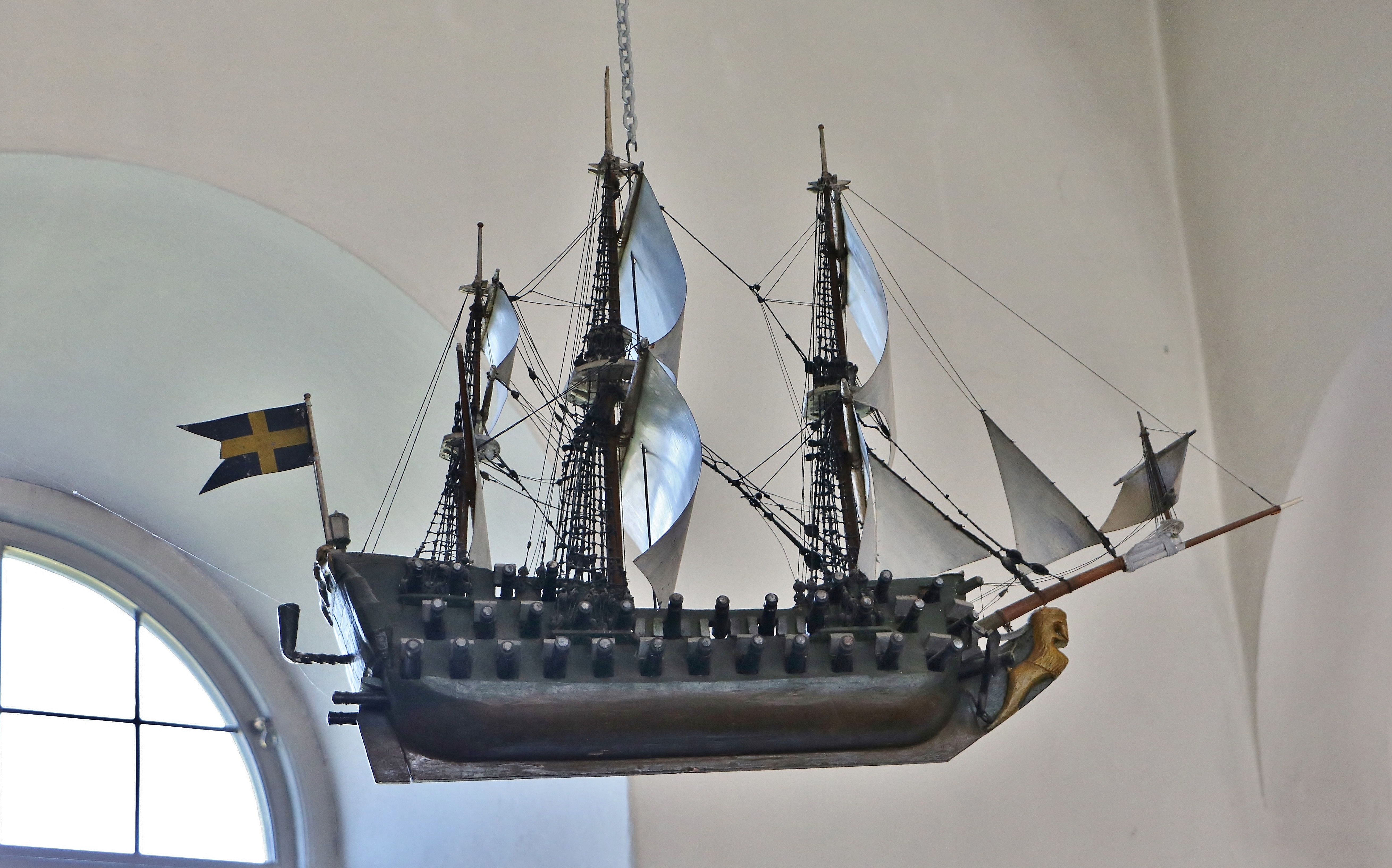
Votivskepp från 1700-talet
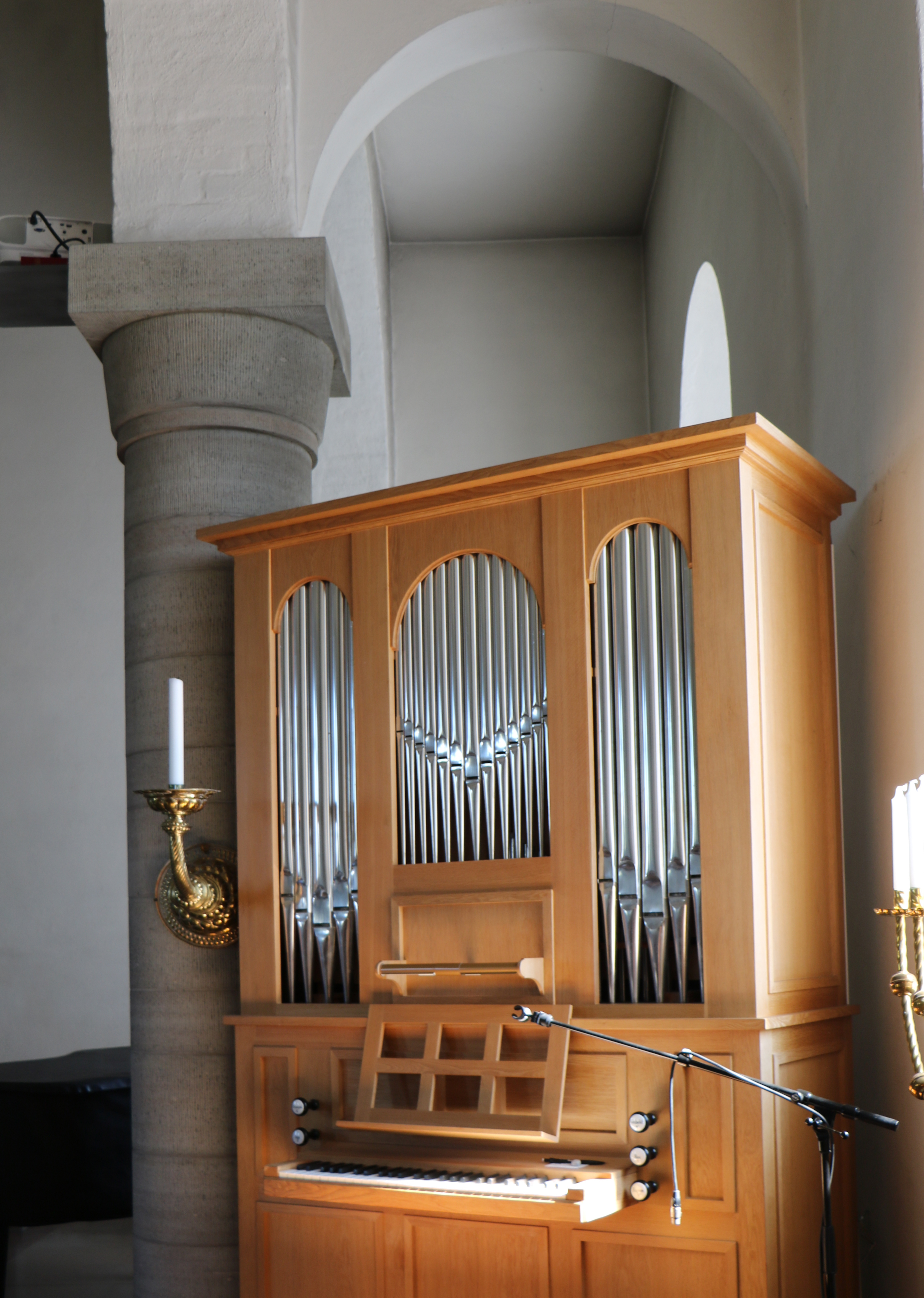
Kororgeln